# Wilhelm Hempfing
Wilhelm Hempfing (né le 15 juillet 1886 à Schönau, mort le 6 juin 1948 à Karlsruhe) est un peintre allemand.

## Biographie
Wilhelm Hempfing est l'élève de Friedrich Fehr à l'académie des beaux-arts de Karlsruhe. Il apprend les techniques de gravure et d'impression à Karlsruhe auprès de Walter Conz.
Hempfing a une importance particulière pendant le Troisième Reich, entre 1937 et 1944, il est présent avec plusieurs œuvres à la grande exposition d'art allemande officielle à la Haus der Kunst à Munich. Au moins une de ses œuvres est achetée par Hitler, selon Henry Picker, le nu Blonde assise a une ressemblance frappante avec Eva Braun.
Son œuvre comprend principalement des peintures de paysages et de nus, mais aussi des portraits et des natures mortes de fleurs. Hempfing est également très productif avec sa propre technique de gravure, fortement influencée par Walter Conz.
Il fait des voyages d'études dans le sud de l'Europe (Balkans, Italie, Espagne), en Afrique du Nord, en Bretagne, au Danemark, en Angleterre et sur les côtes nord-allemandes (Sylt, Samland, Rügen et Usedom).

Enfants à la plage, vers 1920.
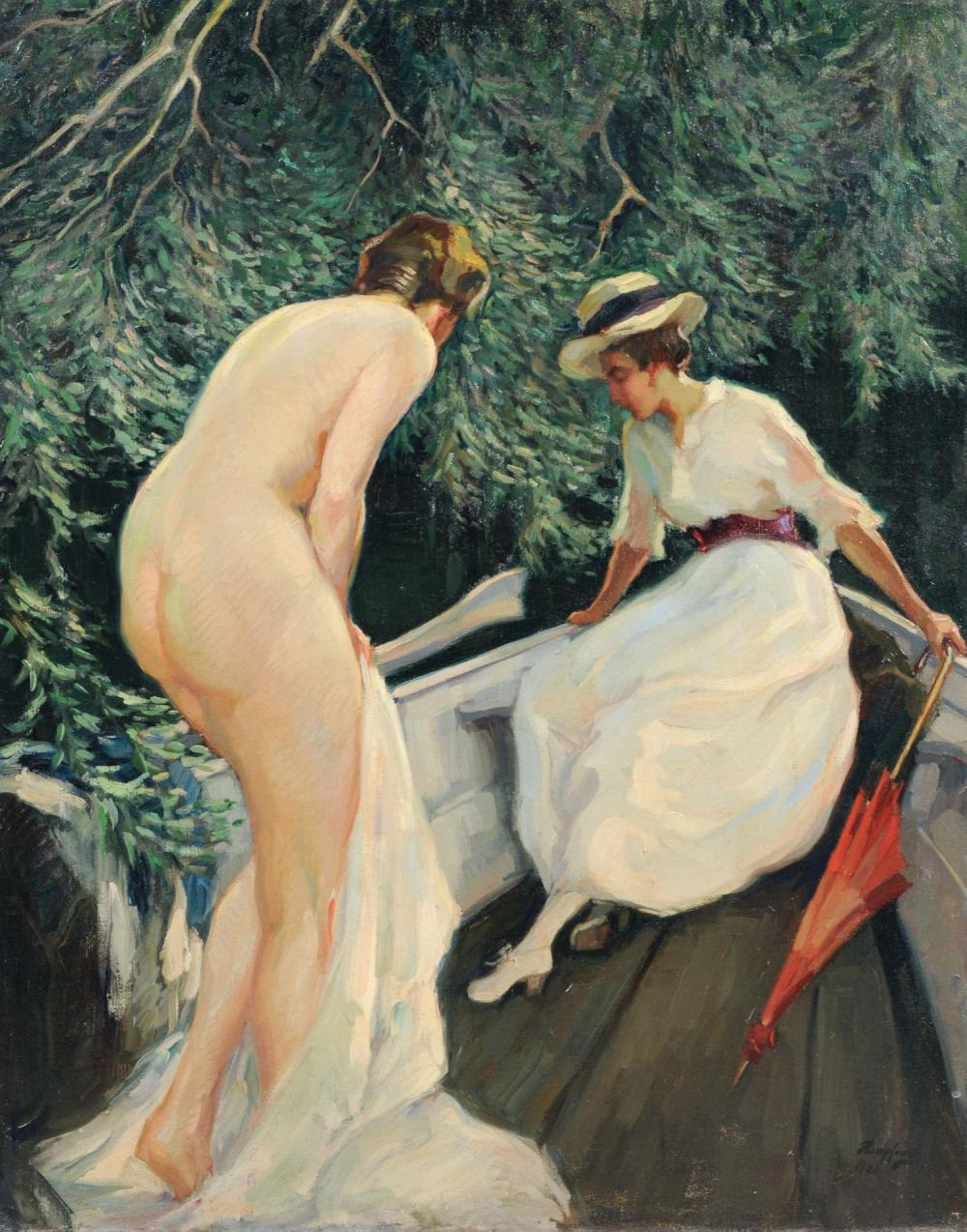
Baignade, 1924
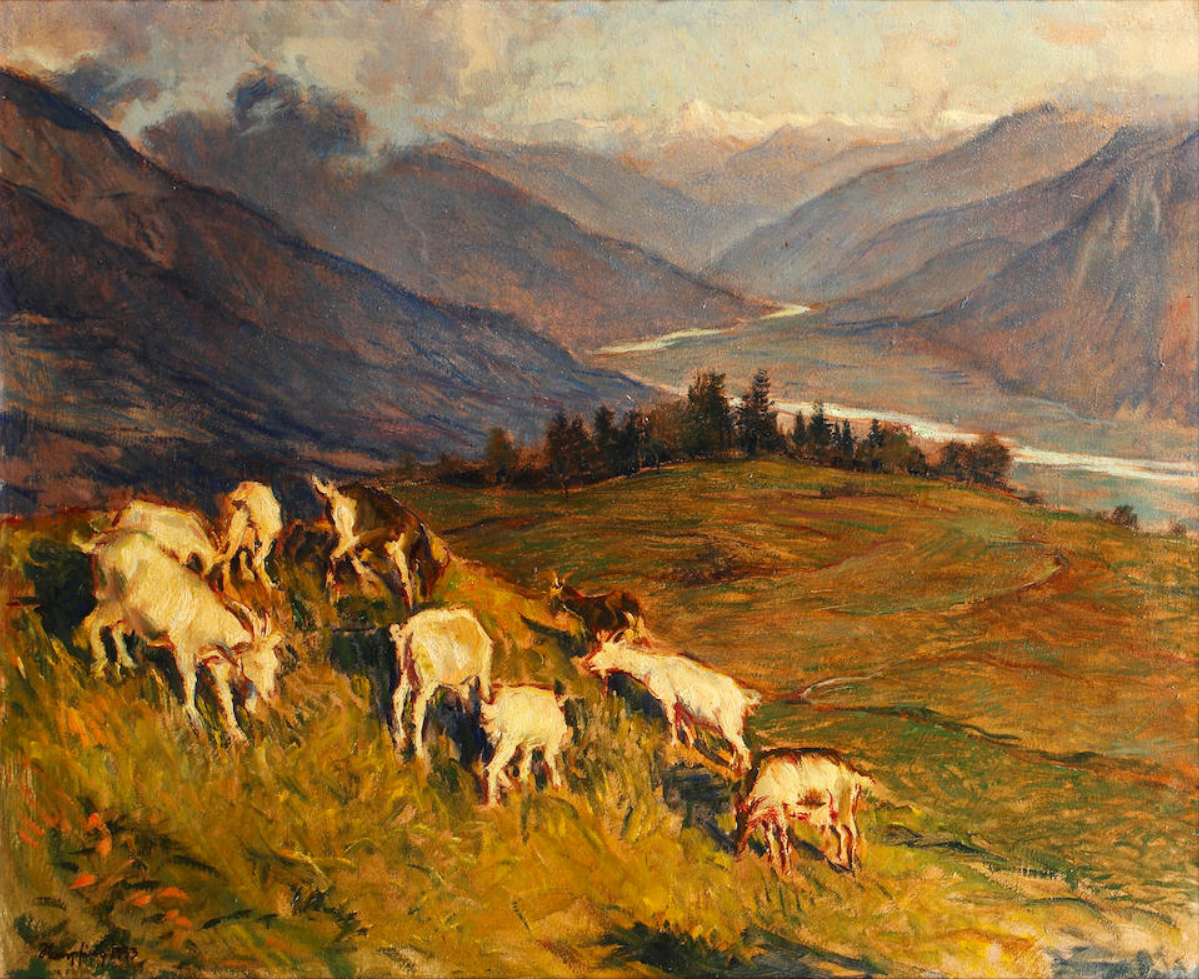
Paysage, 1933.
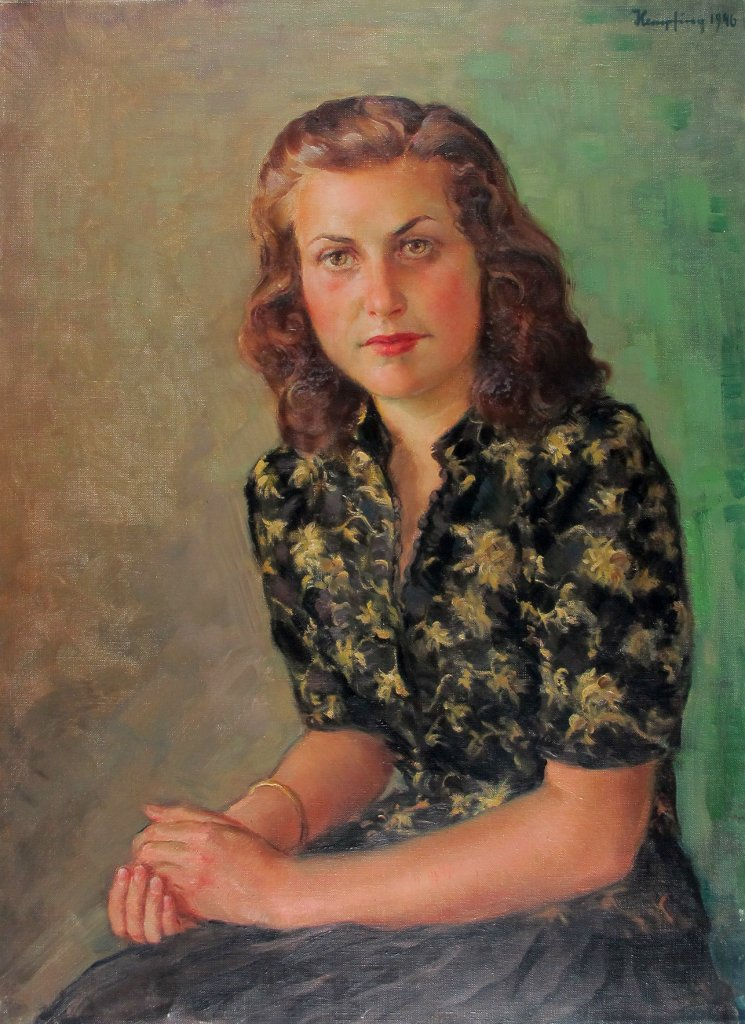
Portrait, 1946.